# Abby Quinn
Abby Quinn Jackman, née le 14 avril 1996 à Bloomfield Township dans le Michigan, est une actrice américaine. Elle est connue pour ses rôles de Mabel Buchman dans Dingue de toi et Claire dans Hell of a Summer (en).

## Biographie
Quinn est né le 14 avril 1996 à Bloomfield Township, Michigan. Elle a commencé un baccalauréat à l'Université Carnegie-Mellon de Pittsburgh, avant d'abandonner ses études pour déménager à Los Angeles pour poursuivre une carrière d'actrice.

## Filmographie

### Cinéma
- 2014 : The Sisterhood of Night : Tanya
- 2016 : The Journey Is the Destination : Marte
- 2017 : Landline : Ali Jacobs
- 2018 : Good Girls Get High (en) : Sam
- 2018 : Radium Girls : Josephine
- 2019 : Après le mariage (After the Wedding) : Grace Carlson
- 2019 : Les Filles du docteur March (Little Women) : Annie Moffat
- 2020 : Shithouse : Georgia
- 2020 : Je veux juste en finir (I'm Thinking of Ending Things) : Tulsey Town Girl 3
- 2022 : Torn Hearts (en) : Jordan Wilder
- 2023 : Knock at the Cabin : Adriane
- 2023 : Hell of a Summer (en) : Claire

### Télévision
- 2012 : New York, unité spéciale (Law & Order: Special Victims Unit) : Hannah Webster
- 2017 : Black Mirror : Meryl
- 2018 : Better Call Saul : Kristy Esposito
- 2019 : Dingue de toi : Mabel Buchman